# Меканікстаун (Нью-Йорк)
Меканікстаун (англ. Mechanicstown) — переписна місцевість (CDP) в США, в окрузі Орандж штату Нью-Йорк. Населення — 8065 осіб (2020).

## Географія
Меканікстаун розташований за координатами 41°27′1″ пн. ш. 74°23′23″ зх. д. / 41.45028° пн. ш. 74.38972° зх. д. (41.450288, -74.389639).  За даними Бюро перепису населення США в 2010 році переписна місцевість мала площу 8,81 км², з яких 8,66 км² — суходіл та 0,14 км² — водойми.

## Демографія
Згідно з переписом 2010 року, у переписній місцевості мешкало 6858 осіб у 2732 домогосподарствах у складі 1684 родин. Густота населення становила 779 осіб/км².  Було 2891 помешкання (328/км²).
Расовий склад населення:
| - 58,9 % — білих - 20,9 % — чорних або афроамериканців - 3,1 % — азіатів - 0,4 % — корінних американців - 0,1 % — вихідців з тихоокеанських островів - 12,4 % — осіб інших рас |

До двох чи більше рас належало 4,3 %. Частка іспаномовних становила 28,6 % від усіх жителів.
За віковим діапазоном населення розподілялося таким чином: 21,1 % — особи молодші 18 років, 61,1 % — особи у віці 18—64 років, 17,8 % — особи у віці 65 років та старші. Медіана віку мешканця становила 40,7 року. На 100 осіб жіночої статі у переписній місцевості припадало 84,7 чоловіків;  на 100 жінок у віці від 18 років та старших — 81,4 чоловіків також старших 18 років.
Середній дохід на одне домашнє господарство  становив 71 360 доларів США (медіана — 50 804), а середній дохід на одну сім'ю — 81 145 доларів (медіана — 67 031). Медіана доходів становила 45 375 доларів для чоловіків та 40 882 долари для жінок. За межею бідності перебувало 10,6 % осіб, у тому числі 11,6 % дітей у віці до 18 років та 9,7 % осіб у віці 65 років та старших.
Цивільне працевлаштоване населення становило 3059 осіб. Основні галузі зайнятості: освіта, охорона здоров'я та соціальна допомога — 26,0 %, роздрібна торгівля — 13,7 %, транспорт — 11,1 %, фінанси, страхування та нерухомість — 8,8 %.